# Miniopterus griveaudi
Miniopterus griveaudi — вид ссавців родини лиликових.

## Проживання, поведінка
Країна поширення: Коморські острови, північний і західний Мадагаскар.

## Загрози та охорона
Загрози для цього виду не відомі. Поки не відомо, чи вид присутній в будь-якій з охоронних територій.